# Wallenius Wilhelmsen Logistics
Wallenius Wilhelmsen Logistics була приватною норвезько — шведською судноплавною компанією, заснованою в 1999 році та у співвласності двох судноплавних компаній Wallenius Lines і Wilh. Вільгельмсен.

## Огляд
До реструктуризації та поділу своїх послуг у 2017 році як Wallenius Wilhelmsen Group компанія пропонувала низку логістичних послуг, включаючи управління ланцюгом поставок, океанські перевезення за допомогою суден для навалочних вантажів,, внутрішній розподіл та технічні послуги.
Після ребрендингу та реорганізації вона залишається однією з найбільших у світі компаній з перевезення Roll-on/Roll-off обладнання: автомобілів, важкої техніки (шахтної, будівельної, сільськогосподарської техніки, військової), яхт, потягів, електростанцій, трейлерів, Mafi roll причепів та інші.
Штаб-квартира в Осло та Стокгольмі, головні регіональні офіси в Нью-Йорку, Токіо та Мельбурні,  компанія має 8700 співробітників по всьому світу.
29 жовтня 2008 року компанія Wallenius Wilhelmsen Logistics отримала від Норвезько-американської торговельної палати видатну нагороду Норвезько-американської торгівлі за 2008 рік.
У 2017 році Wallenius Wilhelmsen Logistics було розділено на Wallenius Wilhelmsen Ocean і Wallenius Wilhelmsen Solutions у Wallenius Wilhelmsen Group. Остання надає наземні рішення для багатьох галузей, включаючи автомобільну, аерокосмічну та сільськогосподарську промисловість, а колишній підрозділ Групи керує операціями в океані.
В даний час судноплавна група управляє флотом із 123 суден.

## Дивитися також
- Тайко (корабель)
- Ніппон Юсен Кайша

## Галерея
|                                 |
| Don Quijote, a WWL car carrier. |

|                                        |
| Trianon in the Strait of Juan de Fuca. |

|                                                      |
| RORO carrier Tourcoing passing through Panama canal. |